# Klenová (powiat Snina)
Klenová – wieś (obec) na Słowacji położona w kraju preszowskim, w powiecie Snina. Pierwsze wzmianki o miejscowości pochodzą z roku 1548.
Według danych z dnia 31 grudnia 2012, wieś zamieszkiwało 538 osób, w tym 276 kobiet i 262 mężczyzn.
W 2001 roku rozkład populacji względem narodowości i przynależności etnicznej wyglądał następująco:
- Słowacy – 58,5%
- Czesi – 0,19%
- Polacy – 0,19%
- Romowie – 1,31%
- Rusini – 32,9%
- Ukraińcy – 4,11%
- Węgrzy – 0,19%

Ze względu na wyznawaną religię struktura mieszkańców kształtowała się w 2001 roku następująco:
- Katolicy rzymscy – 1,5%
- Grekokatolicy – 18,13%
- Prawosławni – 79,07%
- Nie podano – 0,56%